# Мемуары

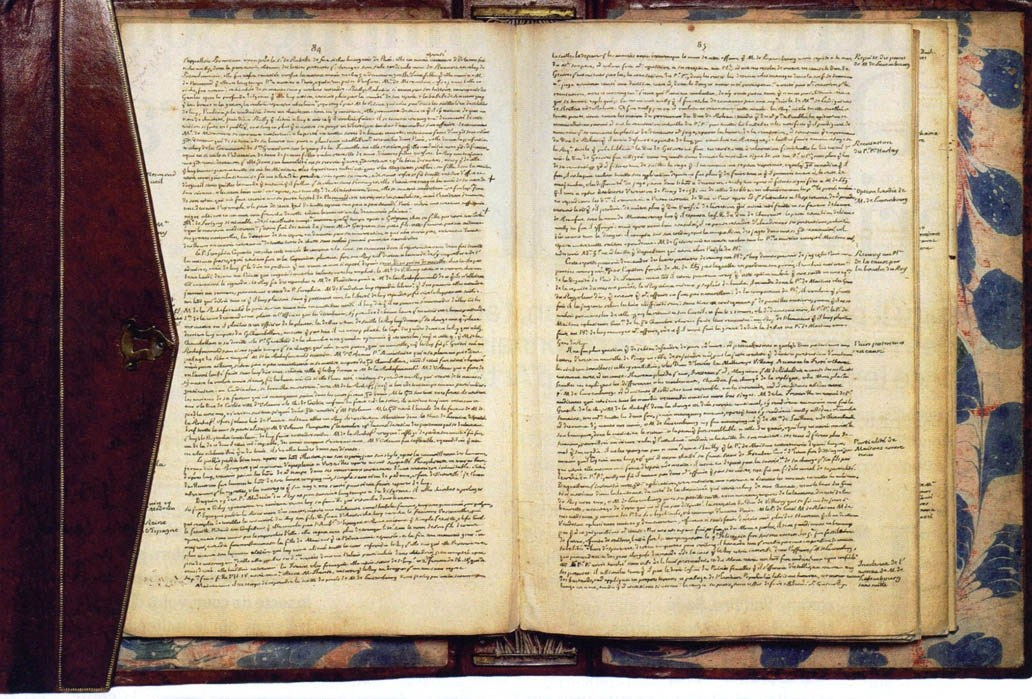
Рукопись мемуаров герцога Сен-Симона

Мемуа́рная литерату́ра, мемуа́ры (от фр. mémoires — воспоминания) — записки современников, повествующие о событиях, в которых автор принимал участие или которые известны ему от очевидцев, и о людях, с которыми автор был знаком. Важная особенность мемуаров заключается в претензии на достоверность воссоздаваемого прошлого и, соответственно, на документальный характер текста, хотя в действительности не все мемуары являются правдивыми и точными.
Мемуары не тождественны автобиографии и хронике событий, хотя в обиходе эти понятия могут использоваться как синонимы. Мемуарист пытается осмыслить исторический контекст собственной жизни, описывает свои действия как часть общего исторического процесса. В автобиографии же (например, «Исповедь курильщика опиума», «Исповедь» Руссо) упор сделан на внутренней жизни автора и на развитии его личности. От хроник современных событий мемуары отличаются субъективностью — тем, что описываемые события преломляются через призму сознания автора со своими сочувствиями и нерасположениями, со своими стремлениями и видами.
Многие мемуары написаны лицами, игравшими видную роль в истории (Уинстон Черчилль, Шарль де Голль, Екатерина II). Они могут охватывать значительный период времени, иногда всю жизнь автора, соединяя важные события с мелкими подробностями повседневной жизни. В этом отношении мемуары служат историческим источником первостепенной важности. Однако мемуаристы, не всегда осознанно, стараются представить себя перед потомками в выгодном свете, оправдать свои неудачи, что неизбежно ставит перед историком вопрос о достоверности изложенного. К примеру, расхожие представления о Челлини как о редкостном ловкаче и о Казанове как о неотразимом повесе восходят исключительно к их мемуарным запискам и другими историческими источниками не подтверждаются.

## Мемуары как литературный жанр

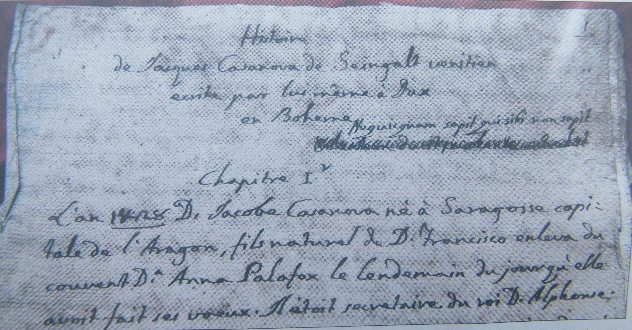
Рукопись мемуаров Казановы

Отдельные мемуары обладают незаурядными литературными достоинствами. Беллетризованные записки С. Аксакова, Л. Толстого, А. Белого, Г. Иванова, В. Набокова и других крупных писателей более значимы с литературной точки зрения, чем с исторической. В автобиографической трилогии Толстого («Детство», «Отрочество», «Юность») и у Достоевского в «Записках из Мёртвого дома», несмотря на очевидную перекличку описываемых событий с перипетиями жизни писателей, расстояние между автором и повествователем подчёркнуто тем, что рассказчику дана вымышленная фамилия. В то же время, многотомные автобиографические сочинения таких писателей, как Шатобриан («Замогильные записки»), Герцен («Былое и думы») и Паустовский («Повесть о жизни»), претендуют на объективность. Эти авторы рисуют широкую панораму современной им частной и общественной жизни, наподобие «романа-потока».
Для многих писателей первостепенны воспоминания о детстве как о периоде складывания личности. Иногда автор бывает настолько увлечён «жизнетворчеством», что его сочинение не может претендовать на историческую достоверность. К примеру, воспоминания В. Ходасевича о Серебряном веке, собранные в книге «Некрополь», считаются относительно достоверными, несмотря на шаржированность литературных портретов, тогда как повествующие о том же периоде «Петербургские зимы» Г. Иванова расцениваются в литературоведении как плод мифологизации реальных лиц, событий и фактов. Зыбкое равновесие между субъективным и объективным в мемуарной прозе превращает её в излюбленное поле для художественных экспериментов писателей-модернистов и постмодернистов (Владимир Набоков, Жан Жене, Генри Миллер, Ален Роб-Грийе).

## Общий обзор развития мемуарного жанра
Развитие мемуаристики было связано с накоплением исторических знаний и формированием общественного мнения.
При этом выделяют мемуары-«современные истории», написанные с целью запечатлеть общественно значимые события. Считается, что начало этому жанру положили «Мемуары» французского дипломата Филиппа де Коммина, написанные в конце XV века и впервые опубликованные в 1524 году. В России аналогичные произведения появились только в XVII веке (воспоминания Сильвестра (Мелведева) под названием «Созерцание краткое лет 7190, 91 и 92, в них же, что содеяся во гражданстве»).
Также выделяют мемуары-автобиографии, предназначавшиеся непосредственным потомкам, в которых подробно описывается жизнь самого автора. В европейской литературе первой развернутой автобиографией считается «Исповедь» святого Августина, написанная в конце IV века н. э. В России к наиболее раннему примеру этого вида мемуаров можно отнести «Житие протопопа Аввакума» (1672—1675).

## «Золотой век» мемуаров

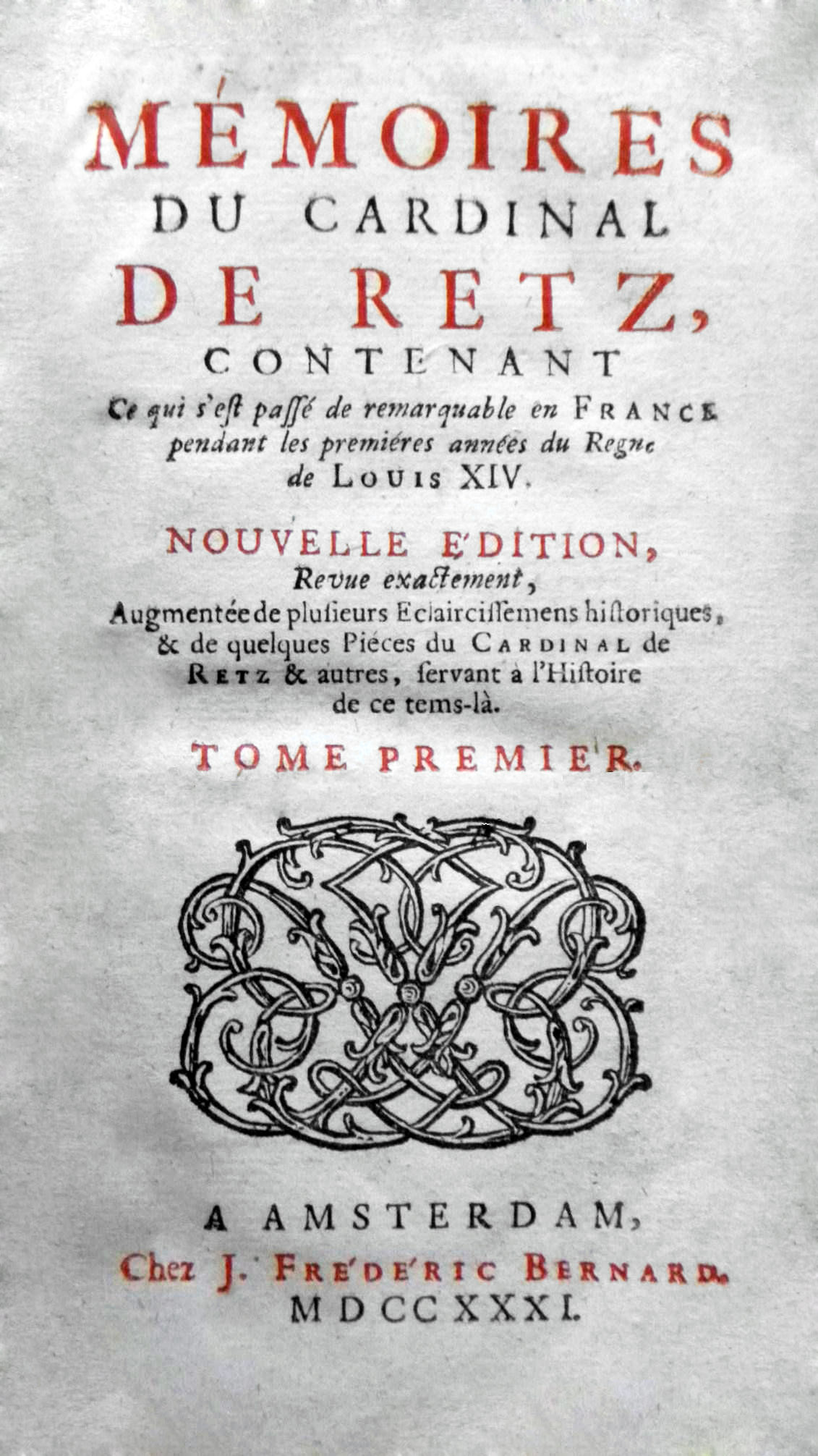
Мемуары кардинала Реца, опубликованные в 1731 г. в Амстердаме

Мода на мемуарные сочинения, как и само слово «мемуары», распространилась по Европе XVII—XVIII веков из Франции старого уклада. Предшественниками современных мемуаров считаются хроники средневековых французских историков Виллардуэна, Жуанвиля, Коммина, Ламарша, Энена, в которых сделан акцент на их собственном участии в описываемых событиях. Записки о своей жизни оставили многие высокопоставленные французы эпохи Возрождения, включая маршалов Флёранжа, Монлюка и Бассомпьера, а также известных писателей Агриппу Д’Обинье и Пьера де Брантома. 
Следующую волну мемуарной литературы породила Фронда. Её ветераны, будучи удалены от версальского двора, пытались оправдаться перед потомками в записках, как правило, не предназначавшихся ими для публикации. Значительнейшие сочинения этой группы принадлежат перу герцога Ларошфуко и кардинала де Ретца. В общей сложности написанием мемуаров озаботились свыше 260 деятелей двора Людовика XIV, не исключая его ближайших родственников. Наиболее развёрнутую хронику версальского двора «великого века» дал герцог Сен-Симон. Его мемуары были задуманы как опровержение на записки маркиза Данжо. Обладая даром едкой, остроиронической зарисовки, герцог задним числом расквитался на страницах своих записок со многими недругами, которых ныне помнят только благодаря тому, что они были упомянуты Сен-Симоном.
Сочинения придворных «короля-солнца» отличались злободневностью и злоязычием. По этой причине многие из записок впервые увидели свет за пределами Франции (например, в Соединённых провинциях). Подлинный наплыв старых мемуаров пришёлся на начало XIX века, когда были смягчены цензурные запреты. Тогда же выступили с мемуарами графиня де Жанлис и мадам Кампан — старые аристократки, блиставшие ещё при дворе Марии-Антуанетты и пережившие все злоключения революции, эмиграции и империи. Мода на мемуарную литературу породила и спрос на подделку воспоминаний известных личностей. Этим промышлял, в частности, Гасьен де Куртиль де Сандра, опубликовавший, среди прочего, апокрифические записки капитана мушкетёров д’Артаньяна, использованные Дюма-отцом при написании романа «Три мушкетёра».

## Русские мемуары допетровского времени
В русской литературе ряд записок начинается «Историей князя великого Московского о делах, яже слышахом у достоверных мужей и яже видехом очима нашими» за авторством князя Курбского. Она носит характер скорее памфлета, чем объективного исторического сочинения.
Записки о пребывании в России XVI—XVII вв. оставили многие иностранцы, в особенности участники польского осадного сидения 1611—1612 гг. Предвзятость с налётом публицистики не чужда двум крупнейшим повествованиям о Смутном времени — «Временнику» Ивана Тимофеева и «Сказанию о Троицкой осаде» Авраамия Палицына. В обоих трудах заметно желание обличить пороки общества и ими объяснить происхождение Смуты; этой задачей объясняется обилие отвлечённых рассуждений и нравоучений.
Позднейшие труды очевидцев Смуты, появившиеся при первых Романовых, отличаются от ранних большей объективностью и более фактическим изображением эпохи («Словеса» кн. И. А. Хворостинина, повесть кн. И. М. Катырёва-Ростовского, внесённая в хронограф Сергея Кубасова), но и в них изложение часто бывает подчинено условным риторическим приемам (записки кн. Семёна Шаховского, относящиеся к 1601—1649 гг.).
В правление Алексея Михайловича и его сыновей в русской литературе появляются собственно личные воспоминания, отступающие от литературного шаблона, — сочинения Котошихина и Шушерина, старообрядцев Семёна Денисова и Аввакума Петрова. «Житие протопопа Аввакума» — общепризнанная вершина русской литературы XVII века. Авторы этих записок — учёные люди допетровского времени: дьяки либо представители духовенства.

## Русские мемуары XVIII—XIX веков
С распространением в Российской империи моды на всё французское русские дворяне, выйдя в отставку, стали поверять свои воспоминания бумаге, зачастую по-французски. Первые дворянские записки предназначались исключительно для чтения в домашнем кругу. Среди авторов мемуаров конца XVIII и начала XIX вв. велика доля женщин. Вслед за Екатериной II придворные дамы Е. Р. Дашкова, В. Н. Головина, Р. С. Эдлинг и др. оставили записки на французском. Среди записок XVIII века, составленных на русском языке, Д. С. Мирский отдаёт пальму первенства короткому, непосредственному мемуару Н. Б. Долгоруковой, одной из первых писательниц в России. 

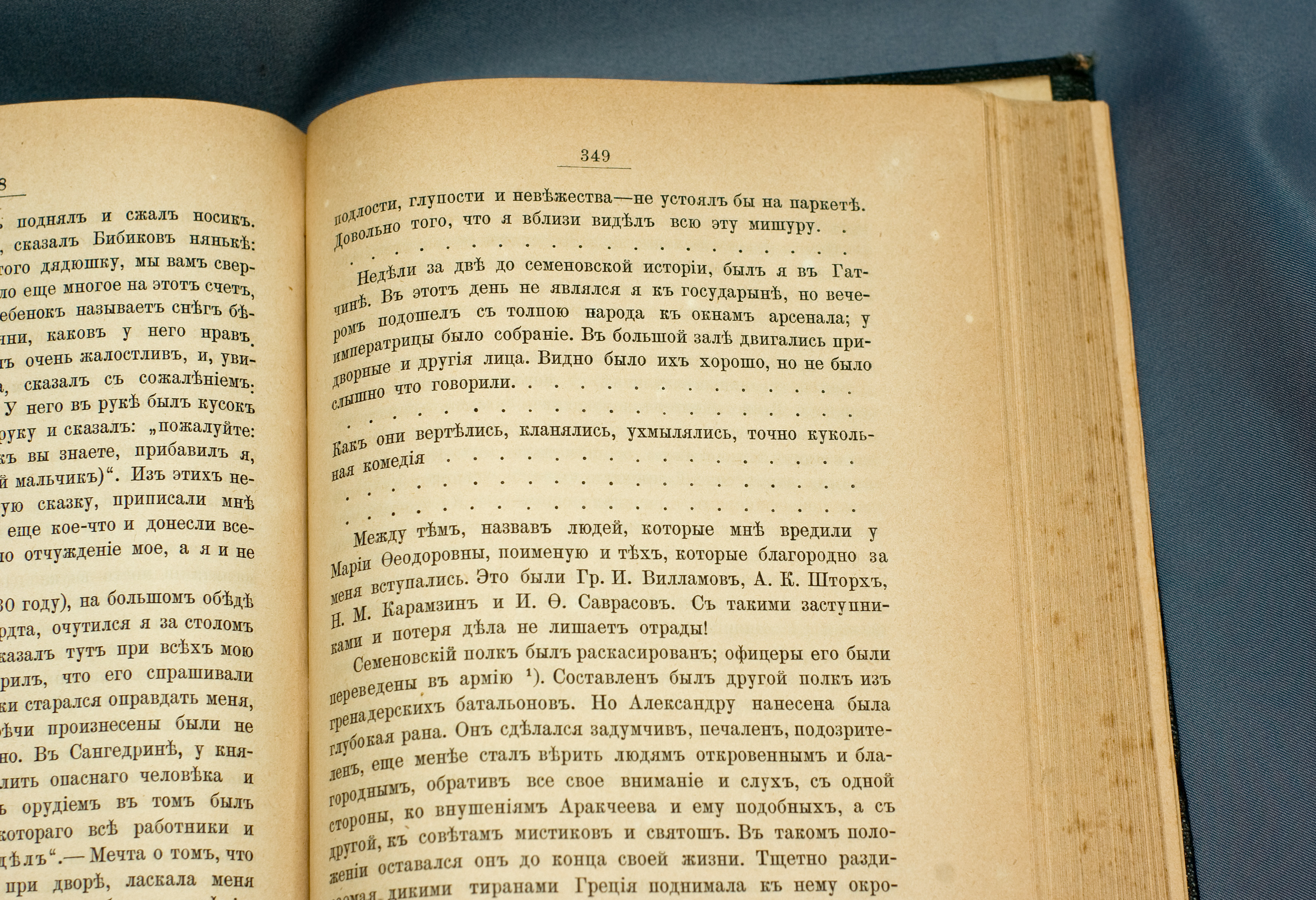
Записки Н. И. Греча с цензурными пропусками

Из государственных деятелей XVIII века записки о своей карьере оставили кабинет-секретари Я. П. Шаховской, А. В. Храповицкий и А. М. Грибовский. В своих многотомных записках долгожитель А. Т. Болотов (1738—1833) представил подлинную энциклопедию жизни русского дворянства, как столичного, так и провинциального. И. М. Долгоруков, И. И. Дмитриев и другие литераторы, тяготевшие к сентиментализму, ностальгически воспевали в мемуарах «сердца сладкие обманы». 
Наибольший литературный интерес среди произведений конца XVIII века представляют близкие к мемуарным путевые записки Д. И. Фонвизина и Н. М. Карамзина. Они преподносились читателям как непосредственные письма с чужбины, хотя на деле представляют собой плод кропотливого литературного труда. Ещё одна специфическая форма русской мемуарной литературы, — семейные хроники М. В. Данилова, Е. А. Сабанеевой, Л. А. Ростопчиной, в которых прослеживается жизнь нескольких поколений одной семьи (часто провинциальной).
Обособленный массив мемуарной литературы образуют записки о событиях 1812 года (Д. В. Давыдов, С. Н. Глинка, Н. А. Дурова и др.). Богатый материал по общественной жизни пушкинской эпохи дают мемуары Н. И. Греча и Ф. В. Булгарина, записные книжки С. П. Жихарева и П. А. Вяземского. Вся первая треть XIX века освещена в записках Е. Ф. Комаровского, А. М. Тургенева и Ф. Ф. Вигеля. Последние по изяществу слога и остроте характеристик некогда признавались за лучший образец мемуарной литературы своего времени. П. А. Плетнёв аттестовал их следующим образом:

Записки, очень интересные, исполненные остроты, желчи, насмешливости и себялюбия. Всё описано очень колко и умно. Это так занимательно, что и пересказать трудно. Он остроумен, желчен, знающ и умён до чрезвычайности. У него можно поучиться писать.

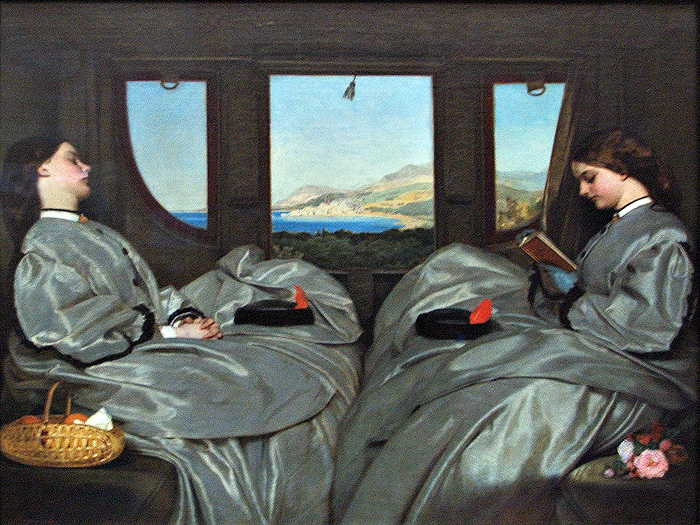
В конце XIX века мемуарная литература была очень популярна

Светские салоны середины XIX века описаны многочисленными мемуаристками, среди которых А. О. Смирнова, Е. А. Сушкова, А. Ф. Тютчева. Более сухим языком пишут государственные деятели из высшего чиновничества (М. А. Корф, К. И. Фишер). Панорама литературной жизни 1840-х гг. развёрнута в воспоминаниях В. А. Соллогуба, А. В. Никитенко, П. В. Анненкова, Д. В. Григоровича, А. А. Григорьева, А. А. Фета, Т. П. Пассек, П. А. Каратыгина, А. Я. Панаевой и её мужа И. И. Панаева.
О событиях в России конца XIX века оставили весьма обстоятельные записки многочисленные писатели и общественные деятели (П. А. Кропоткин, П. Д. Боборыкин, Б. Н. Чичерин, А. Ф. Кони), представители художественной интеллигенции (И. Е. Репин, К. С. Станиславский, А. Н. Бенуа, М. К. Тенишева), высшего чиновничества (В. П. Мещерский, С. Д. Урусов, В. Ф. Джунковский, С. Ю. Витте, А. И. Дельвиг). Жизнь при дворе последнего царя охарактеризована в мемуарах, составленных уже в эмиграции Ф. Юсуповым и А. Вырубовой, а также перешедшим на советскую службу А. А. Игнатьевым.

## Русские мемуары XX века
В связи со множеством трагических событий в русской истории XX века, большая часть мемуарной литературы была посвящена этим событиям. Широкую известность приобрела книга Ивана Бунина «Окаянные дни», созданная на основе дневника писателя и описывающая первые годы после октябрьской революции. Послереволюционные годы также описал в своих знаменитых мемуарах Владислав Ходасевич. Его мемуары, а также популярные мемуары его первой жены, Нины Берберовой, содержат сведения о многих известных литераторах.
Литературную жизнь советской России в период до начала Великой Отечественной войны описала в своих воспоминаниях Елена Булгакова — супруга писателя Михаила Булгакова.
Множество мемуарных произведений было посвящено Великой Отечественной войне. Особой популярностью в советское время пользовались мемуары военачальника Георгия Жукова, описавшего в них подвиг советского народа.
Отдельной категорией прозы о войне стали дневники и воспоминания жителей блокадного Ленинграда, описавших нечеловеческие условия жизни и смерти в осаждённом городе. Лишь немногие из этих мемуаров, например, воспоминания Ольги Берггольц были опубликованы в советское время, бо́льшая часть была опубликована только после отмены цензуры. Также стали выходить книги, обобщающие дневники и воспоминания многих блокадников, такие как книга «Блокадная этика. Представления о морали в Ленинграде в 1941—1942 гг.» Сергея Ярова.
Большой популярностью на рубеже XX—XXI веков стали пользоваться мемуары, описывающие, чаще счастливое, военное и послевоенное детство, проходившее во дворах и коммунальных квартирах. К таким произведениям следует отнести мемуары Анастасии Баранович-Поливановой, Людмилы Гурченко, Нины Шнирман, Сергея Кара-Мурзы. 

## Издания русских мемуаров
Осознание исторической ценности мемуаров частных лиц, в том числе описаний повседневной жизни русского дворянства екатерининской и пушкинской эпох, произошло не сразу. Собрание русских мемуаров впервые стал издавать русский писатель и переводчик, корреспондент Санкт-Петербургской академии наук, действительный член Российской академии. Ф. О. Туманский; затем И. П. Сахаров издавал «Записки русских людей. Сборник времен Петра Великого» (СПб, 1841).
Задаче систематической публикации мемуаров посвятили себя во второй половине XIX века журналы «Русская старина» М. Семевского, «Русский архив» П. Бартенева и «Исторический вестник» С. Шубинского. Семевский лично убедил многих очевидцев исторических событий поверить свои воспоминания бумаге. Основная часть записок, появившихся на страницах этих исторических журналов, в советское время не переиздавалась и стала библиографической редкостью.
Советских читателей с воспоминаниями о классиках русской литературы с 1948 года знакомила специализированная «Серия литературных мемуаров» (издательство «Художественная литература»). Первыми были изданы со вступлением К. Чуковского воспоминания А. Я. Панаевой. В 1959 г. «Воениздат» запустил серию «Военные мемуары». Воспоминания советских деятелей публиковались «Политиздатом» в серии «О жизни и о себе».
Начиная с 1997 года «Фонд Сергея Дубова», основанный наследниками трагически погибшего предпринимателя и издателя С. Л. Дубова, выпускает серию «История России и Дома Романовых в мемуарах современников. XVII—XX вв.», в рамках которой увидели свет 22 тома записок иностранных путешественников и дипломатов, а также воспоминаний русских государственных деятелей, придворных и служилых дворян Российской империи.

## Мемуарные произведения Востока

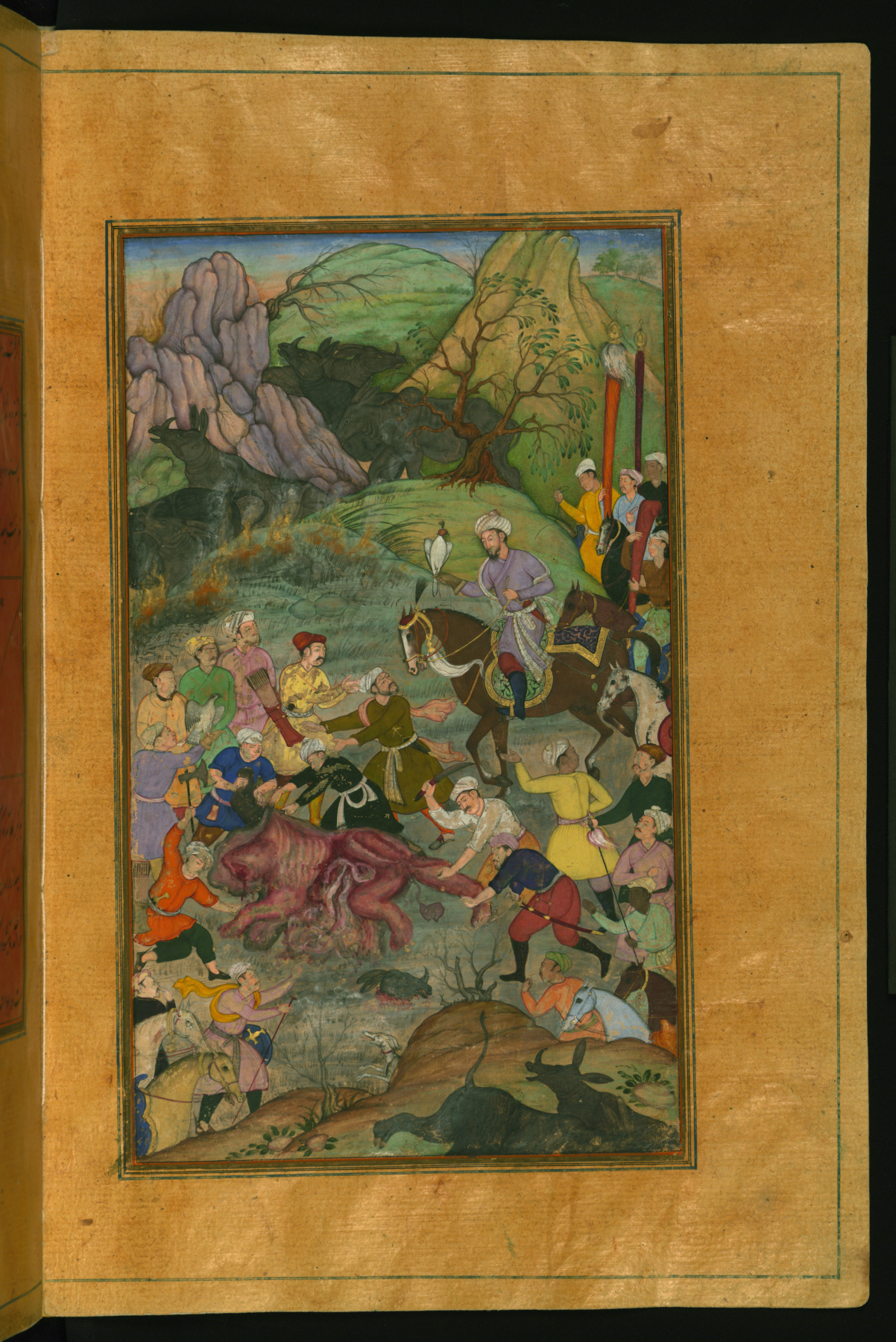
Иллюстрация к «Бабур-наме» (XVI век)

Мемуарные произведения в целом характерны для западной литературной традиции со свойственным ей вниманием к конкретной человеческой личности, хотя к произведениям этого жанра можно отнести и автобиографические сочинения ряда восточных авторов. Наиболее ранним из них считают «Книгу назидания» (Китаб аль-Итибар), написанную около 1187 года сирийским шейхом Усамой ибн Мункызом, а самым известным — «Бабур-наме», принадлежащее перу могольского полководца Захираддина Мухаммада Бабура (1483—1530). 
В японской литературе элементы автобиографии встречаются уже в конце X века в «Записках у изголовья» Сэй-Сенагон и «Дневнике эфемерной жизни» Митицуна-но хаха, произведениях жанра дзуйхицу. Но только в конце XIII столетия появляется «Непрошенная повесть» придворной дамы императорского дворца Нидзё, в которой мемуарный тип повествования уже преобладает.